# Arfang Daffé
Arfang Boubacar Daffé (Saly, 24 giugno 1991) è un calciatore senegalese, centrocampista svincolato.

## Carriera
In carriera ha giocato 10 partite di qualificazione alle coppe europee, di cui 2 per la Champions League e 8 per l'Europa League.